# Reggina Calcio 1998-1999
Questa pagina raccoglie tutte le informazioni sulla Reggina nella stagione 1998-1999.

## Stagione
Nella stagione 1998-1999 la Reggina disputa il campionato di Serie B, raccoglie 64 punti, con il terzo posto in classifica, salendo in Serie A per la prima volta in ottantacinque anni di storia. La squadra amaranto allenata da Elio Gustinetti chiude il girone di andata con 31 punti, nel girone di ritorno ne raccoglie 33, ma ottiene la promozione certa, proprio nell'ultima giornata di campionato, andando a violare il Delle Alpi di Torino (1-2). Ha colto la promozione con Verona, Torino e Lecce. Il miglior marcatore stagionale è stato il torinese Fabio Artico, autore di 15 reti. Lo stadio di Reggio Calabria, intitolato ad Oreste Granillo, per questa stagione è ancora un cantiere aperto, infatti i settori fruibili sono stati la nuova curva sud e la vecchia tribuna coperta, fino a metà campionato, poi è stata abbattuta la tribuna coperta ed è stata inaugurata la nuova gradinata est, nella gara contro il Cosenza, vinta dagli amaranto (2-1) del 20 dicembre 1998. La capienza totale è stata portata prima a 9.000 posti, e poi a 13.000. Solo a fine maggio, a due giornate dal termine del torneo, è stata aperta per metà anche la nuova curva nord, portando la capienza a 17.000 posti, con la squadra in piena lotta, per ottenere la massima serie. Nella Coppa Italia la Reggina nel primo turno ha eliminato il Livorno, mentre nei sedicesimi di finale ha ceduto il passo al Bologna.

## Divise e sponsor
Il fornitore tecnico è Asics per il quarto anno.
Lo sponsor ufficiale è Mauro Caffè
| Casa | Trasferta |

## Rosa
| N. |                           | Ruolo | Calciatore                   |
| -- | ------------------------- | ----- | ---------------------------- |
| 1  | Italia (bandiera)         | P     | Paolo Orlandoni              |
| 2  | Italia (bandiera)         | D     | Salvatore Aronica            |
| 3  | Italia (bandiera)         | C     | Maurizio Poli                |
| 4  | Italia (bandiera)         | D     | Paolo Ziliani                |
| 5  | Italia (bandiera)         | D     | Ugo Napolitano               |
| 6  | Brasile (bandiera)        | D     | Paulo Pereira                |
| 7  | Italia (bandiera)         | C     | Tonino Martino               |
| 8  | Italia (bandiera)         | C     | Mauro Briano                 |
| 9  | Argentina (bandiera)      | A     | Carlos Alberto Yaqué         |
| 10 | Italia (bandiera)         | C     | Davide Bombardini            |
| 11 | Italia (bandiera)         | A     | Giacomo Lorenzini            |
| 12 | Italia (bandiera)         | P     | Emanuele Belardi             |
| 13 | Costa d'Avorio (bandiera) | C     | Serge Dié                    |
| 14 | Italia (bandiera)         | A     | Simone Giacchetta (capitano) |
| 15 | Italia (bandiera)         | C     | Mauro Chianello              |
| 16 | Italia (bandiera)         | A     | Corrado Oldoni               |
| 17 | Italia (bandiera)         | C     | Alessandro Monticciolo       |
| 18 | Italia (bandiera)         | C     | Vittorio Pinciarelli         |

| N. |                    | Ruolo | Calciatore              |
| -- | ------------------ | ----- | ----------------------- |
| 19 | Italia (bandiera)  | D     | Fabio Di Sole           |
| 20 | Italia (bandiera)  | C     | Massimo Campo           |
| 21 | Italia (bandiera)  | C     | Rubens Pasino           |
| 22 | Italia (bandiera)  | P     | Simon Carello           |
| 23 | Italia (bandiera)  | D     | Agatino Chiavaro        |
| 24 | Italia (bandiera)  | D     | Bruno Cirillo           |
| 25 | Italia (bandiera)  | C     | Davide Possanzini       |
| 26 | Italia (bandiera)  | D     | Andrea Sussi            |
| 27 | Italia (bandiera)  | A     | Francesco Cester        |
| 28 | Italia (bandiera)  | C     | Giandomenico Mesto      |
| 29 | Italia (bandiera)  | C     | Fabio Firmani           |
| 30 | Italia (bandiera)  | C     | Fabio Artico            |
| 31 | Croazia (bandiera) | C     | Goran Tomić             |
| 32 | Italia (bandiera)  | D     | Emanuele Aloe           |
| 33 | Italia (bandiera)  | C     | Alberto Marchesan       |
| 34 | Italia (bandiera)  | D     | Armando Antonio Calveri |
| 35 | Italia (bandiera)  | C     | Francesco Cozza         |

## Risultati

### Campionato

#### Girone di andata
| Arbitro: | Cardella (Torre del Greco) |

|              |           |  |
| Margiotta 3’ | Marcatori |  |

| Reggio Calabria 12 settembre 1998, ore 15:00 2ª giornata | Reggina          | 0 – 0 | Monza | Stadio Oreste Granillo (6.800 spett.)\| Arbitro: \| Rossi (Ciampino) \| |
| Arbitro:                                                 | Rossi (Ciampino) |       |       |                                                                         |

| Arbitro: | Sputore (Vasto) |

|              |           |                      |
| Esposito 42’ | Marcatori | 48’ (rig.) Lorenzini |

| Arbitro: | Bertini (Arezzo) |

|                            |           |                     |
| Pinciarelli 45’ Oldoni 73’ | Marcatori | 64’ I. Franceschini |

| Arbitro: | Cardella (Torre del Greco) |

|               |           |               |
| Dell'Anno 32’ | Marcatori | 47’ Lorenzini |

| Arbitro: | Rossi (Ciampino) |

|                                         |           |               |
| Italiano 30’ Cammarata 36’ Aglietti 80’ | Marcatori | 78’ Lorenzini |

| Reggio Calabria 18 ottobre 1998, ore 15:00 7ª giornata | Reggina           | 0 – 0 | Cremonese | Stadio Oreste Granillo (4.000 spett.)\| Arbitro: \| Bonfrisco (Monza) \| |
| Arbitro:                                               | Bonfrisco (Monza) |       |           |                                                                          |

| Arbitro: | Strazzera (Trapani) |

|                                              |           |                |
| Beghetto 22’ Adami 48’ Orlando 51’ Rossi 86’ | Marcatori | 8’, 68’ Artico |

| Arbitro: | Sirotti (Forlì) |

|                                      |           |  |
| Artico 31’ Pinciarelli 63’ Tomic 73’ | Marcatori |  |

| Arbitro: | Sputore (Vasto) |

|  |           |                |
|  | Marcatori | 5’, 24’ Artico |

| Reggio Calabria 22 novembre 1998, ore 15:00 11ª giornata | Reggina          | 0 – 0 | Brescia | Stadio Oreste Granillo (5000 spett.)\| Arbitro: \| Pin (Conegliano) \| |
| Arbitro:                                                 | Pin (Conegliano) |       |         |                                                                        |

| Arbitro: | Dagnello (Trieste) |

|  |           |           |
|  | Marcatori | 3’ Artico |

| Arbitro: | Pirrone (Messina) |

|            |           |  |
| Artico 13’ | Marcatori |  |

| Arbitro: | Pirrone (Messina) |

|                 |           |               |
| Caccia 18’, 79’ | Marcatori | 2’ Possanzini |

| Arbitro: | Castellani (Verona) |

|                          |           |             |
| Artico 7’ Possanzini 16’ | Marcatori | 20’ Toscano |

| Arbitro: | Bonfrisco (Monza) |

|             |           |                |
| Ruotolo 37’ | Marcatori | 72’ Possanzini |

| Arbitro: | Sputore (Vasto) |

|                                            |           |  |
| Martino 9’ Lambertini 17’ (aut.) Sussi 66’ | Marcatori |  |

| Terni 17 gennaio 1999 18ª giornata | Ternana             | 0 – 0 | Reggina | Stadio Libero Liberati (6000 spett.)\| Arbitro: \| Castellani (Verona) \| |
| Arbitro:                           | Castellani (Verona) |       |         |                                                                           |

| Arbitro: | Branzoni (Pavia) |

|                |           |  |
| Giacchetta 32’ | Marcatori |  |

#### Girone di ritorno
| Arbitro: | Guiducci (Arezzo) |

|            |           |                                      |
| Artico 90’ | Marcatori | 20’ Stellone 47’ Conticchio 70’ Sesa |

| Arbitro: | Preschern (Mestre) |

|                |           |             |
| Clementini 75’ | Marcatori | 44’ Firmani |

| Arbitro: | Pin (Conegliano) |

|                        |           |             |
| Artico 31’ Martino 33’ | Marcatori | 84’ Turrini |

| Lucca 21 febbraio 1999, ore 15:00 23ª giornata | Lucchese                    | 0 – 0 | Reggina | Stadio Porta Elisa (3800 spett.)\| Arbitro: \| Serena (Bassano del Grappa) \| |
| Arbitro:                                       | Serena (Bassano del Grappa) |       |         |                                                                               |

| Arbitro: | Rossi (Ciampino) |

|            |           |               |
| Artico 44’ | Marcatori | 58’ Cristante |

| Reggio Calabria 7 marzo 1999, ore 15:00 25ª giornata | Reggina          | 0 – 0 | Verona | Stadio Oreste Granillo (11000 spett.)\| Arbitro: \| Bertini (Arezzo) \| |
| Arbitro:                                             | Bertini (Arezzo) |       |        |                                                                         |

| Arbitro: | Pin (Conegliano) |

|  |           |                            |
|  | Marcatori | 45+1’ Possanzini 94’ Tomic |

| Arbitro: | Cardella (Torre del Greco) |

|            |           |  |
| Artico 20’ | Marcatori |  |

| Arbitro: | Fausti (Milano) |

|               |           |            |
| Margiotta 39’ | Marcatori | 43’ Artico |

| Arbitro: | Dagnello (Trieste) |

|                                     |           |               |
| Possanzini 30’ Tomic 90’ Artico 91’ | Marcatori | 43’ Comandini |

| Arbitro: | Pin (Conegliano) |

|                     |           |                               |
| Mero 60’ Marino 69’ | Marcatori | 13’, 44’ Possanzini 75’ Cozza |

| Arbitro: | Rosetti (Torino) |

|                 |           |             |
| Pinciarelli 19’ | Marcatori | 30’ Corradi |

| Arbitro: | Sputore (Vasto) |

|                                                |           |  |
| De Cesare 26’ Marazzina 68’ Di Sole 85’ (aut.) | Marcatori |  |

| Reggio Calabria 9 maggio 1999, ore 15:00 33ª giornata | Reggina             | 0 – 0 | Atalanta | Stadio Oreste Granillo (13.000 spett.)\| Arbitro: \| Castellani (Verona) \| |
| Arbitro:                                              | Castellani (Verona) |       |          |                                                                             |

| Arbitro: | Rosetti (Torino) |

|                |           |                                   |
| Montalbano 90’ | Marcatori | 69’ (rig.) Possanzini 87’ Firmani |

| Reggio Calabria 23 maggio 1999, ore 15:00 35ª giornata | Reggina                    | 0 – 0 | Genoa | Stadio Oreste Granillo (16.000 spett.)\| Arbitro: \| Cardella (Torre del Greco) \| |
| Arbitro:                                               | Cardella (Torre del Greco) |       |       |                                                                                    |

| Arbitro: | Tombolini (Ancona) |

|  |           |                                    |
|  | Marcatori | 49’ (aut.) Cannarsa 81’ Possanzini |

| Arbitro: | Bertini (Arezzo) |

|            |           |                |
| Artico 57’ | Marcatori | 38’ Borgobello |

| Arbitro: | Bettin (Padova) |

|              |           |                              |
| Ferrante 66’ | Marcatori | 30’ (rig.) Cozza 68’ Martino |

### Coppa Italia
| Arbitro: | Borriello (Mantova) |

|             |           |           |
| Fantini 27’ | Marcatori | 25’ Yaqué |

| Arbitro: | Strazzera (Trapani) |

|                                     |           |  |
| Pasino 1’ Briano 39’ Bombardini 70’ | Marcatori |  |

| Arbitro: | Boggi (Salerno) |

|                    |           |                |
| Boselli 46’ (aut.) | Marcatori | 38’ Simutenkov |

| Arbitro: | Preschern (Mestre) |

|                                            |           |  |
| Binotto 24’ D. Fontolan 29’ Simutenkov 54’ | Marcatori |  |

### Statistiche dei giocatori
| Giocatore      | Serie B  | Serie B | Serie B     | Serie B    | Coppa Italia | Coppa Italia | Coppa Italia | Coppa Italia | Totale   | Totale | Totale      | Totale     |
| Giocatore      | Presenze | Reti    | Ammonizioni | Espulsioni | Presenze     | Reti         | Ammonizioni  | Espulsioni   | Presenze | Reti   | Ammonizioni | Espulsioni |
| -------------- | -------- | ------- | ----------- | ---------- | ------------ | ------------ | ------------ | ------------ | -------- | ------ | ----------- | ---------- |
| P. Orlandoni   | 34       | -31     | -           | 0          | 1            | 0            | 0            | 0            | 35       | -31    | 0           | 0          |
| E. Belardi     | 4        | -1      | -           | 0          | 4            | -5           | 0            | 0            | 8        | -6     | 0           | 0          |
| G. Tomic       | 23       | 3       | -           | 0          | 0            | 0            | 0            | 0            | 23       | 3      | 0           | 0          |
| T. Martino     | 30       | 3       | -           | 0          | 4            | 0            | 0            | 0            | 34       | 3      | 0           | 0          |
| A. Sussi       | 33       | 1       | -           | 0          | 0            | 0            | 0            | 0            | 33       | 1      | 0           | 0          |
| C. Yaquè       | 2        | 0       | -           | 0          | 3            | 1            | 0            | 0            | 5        | 1      | 0           | 0          |
| F. Artico      | 29       | 15      | -           | 0          | 0            | 0            | 0            | 0            | 29       | 15     | 0           | 0          |
| D. Possanzini  | 32       | 9       | -           | 0          | 1            | 0            | 0            | 0            | 33       | 9      | 0           | 0          |
| F. Firmani     | 27       | 2       | -           | 0          | 0            | 0            | 0            | 0            | 27       | 2      | 0           | 0          |
| F. Cozza       | 19       | 2       | -           | 0          | 0            | 0            | 0            | 0            | 19       | 2      | 0           | 0          |
| B. Cirillo     | 16       | 0       | -           | 0          | 2            | 0            | 0            | 1            | 18       | 0      | 0           | 1          |
| C. Oldoni      | 8        | 1       | -           | 0          | 4            | 0            | 0            | 0            | 12       | 1      | 0           | 0          |
| M. Briano      | 34       | 0       | -           | 0          | 2            | 1            | 0            | 0            | 36       | 1      | 0           | 0          |
| G. Mesto       | 1        | 0       | -           | 0          | 0            | 0            | 0            | 0            | 1        | 0      | 0           | 0          |
| A. Monticciolo | 5        | 0       | -           | 0          | 1            | 0            | 0            | 0            | 6        | 0      | 0           | 0          |
| P. Pereira     | 8        | 0       | -           | 0          | 2            | 0            | 0            | 0            | 10       | 0      | 0           | 0          |
| M. Poli        | 30       | 0       | -           | 0          | 3            | 0            | 0            | 0            | 33       | 0      | 0           | 0          |
| P. Ziliani     | 34       | 0       | -           | 0          | 2            | 0            | 0            | 0            | 36       | 0      | 0           | 0          |
| S. Giacchetta  | 35       | 1       | -           | 0          | 4            | 0            | 0            | 0            | 39       | 1      | 0           | 0          |
| V. Pinciarelli | 33       | 3       | -           | 0          | 2            | 0            | 0            | 0            | 35       | 3      | 0           | 0          |
| R. Pasino      | 3        | 0       | -           | 0          | 3            | 1            | 0            | 0            | 6        | 1      | 0           | 0          |
| D. Bombardini  | 13       | 0       | -           | 0          | 3            | 1            | 0            | 0            | 16       | 1      | 0           | 0          |
| G. Lorenzini   | 8        | 3       | -           | 0          | 3            | 1            | 0            | 0            | 11       | 4      | 0           | 0          |
| M. Campo       | 14       | 2       | -           | 0          | 1            | 0            | 0            | 0            | 15       | 2      | 0           | 0          |
| U. Napolitano  | 10       | 0       | -           | 0          | 0            | 0            | 0            | 0            | 10       | 0      | 0           | 0          |
| F. Di Sole     | 30       | 0       | -           | 0          | 3            | 0            | 0            | 0            | 33       | 0      | 0           | 0          |
| S. Dié         | 3        | 0       | -           | 0          | 4            | 0            | 0            | 0            | 7        | 0      | 0           | 0          |
| S. Aronica     | 0        | 0       | -           | 0          | 2            | 0            | 0            | 0            | 2        | 0      | 0           | 0          |
| M. Chianello   | 0        | 0       | -           | 0          | 2            | 0            | 0            | 0            | 2        | 0      | 0           | 0          |

## Piazzamenti
- Serie B: 4º posto  con 64 punti (16 vittorie, 16 pareggi, 6 sconfitte; 42 gol fatti, 32 gol subiti). Promossa in Serie A.
- Coppa Italia: eliminata ai sedicesimi di finale dal Bologna.